# Jaranwala
Jaranwala (en ourdou : جڑانوالہ) est une ville pakistanaise de la province du Pendjab. Elle est située dans le district de Faisalabad, et capitale du tehsil du même nom. Elle se trouve à seulement 35 kilomètres au nord-est de Faisalabad.
La population de la ville a été multipliée par près de trois entre 1972 et 2017, passant de 46 494 habitants à 150 380. Entre 1998 et 2017, la croissance annuelle moyenne s'affiche à 1,8 %, bien inférieure à la moyenne nationale de 2,4 %.  En 2023, la population de la ville monte à 170 872 habitants.
|            | 1972 (rec.) | 1981 (rec.) | 1998 (rec.) | 2017 (rec.) | 2023 (rec.) |
| ---------- | ----------- | ----------- | ----------- | ----------- | ----------- |
| Population | 46 494      | 69 459      | 106 985     | 150 380     | 170 872     |